# Приморский (Ростовская область)
Приморский — посёлок в Азовском районе Ростовской области. Входит в Маргаритовское сельское поселение.

## География
Расположен в 55 км (по дорогам) юго-западнее районного центра — города Азова.
Рядом проходит граница с Краснодарским краем. Хутор находится на левом берегу реки Мокрая Чубурка.
Улицы
- ул. Береговая,
- ул. Демьяна Бедного,
- ул. Заречная,
- ул. Зелёная,
- ул. Мира,
- ул. Садовая,
- ул. Центральная.

## Население
| 1989 | 2002 | 2010 |
| ---- | ---- | ---- |
| 129  | ↗152 | ↘114 |